# Ernest Kościński

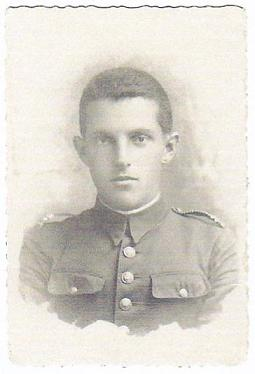
Ernest Kościński w mundurze podchorążego rezerwy

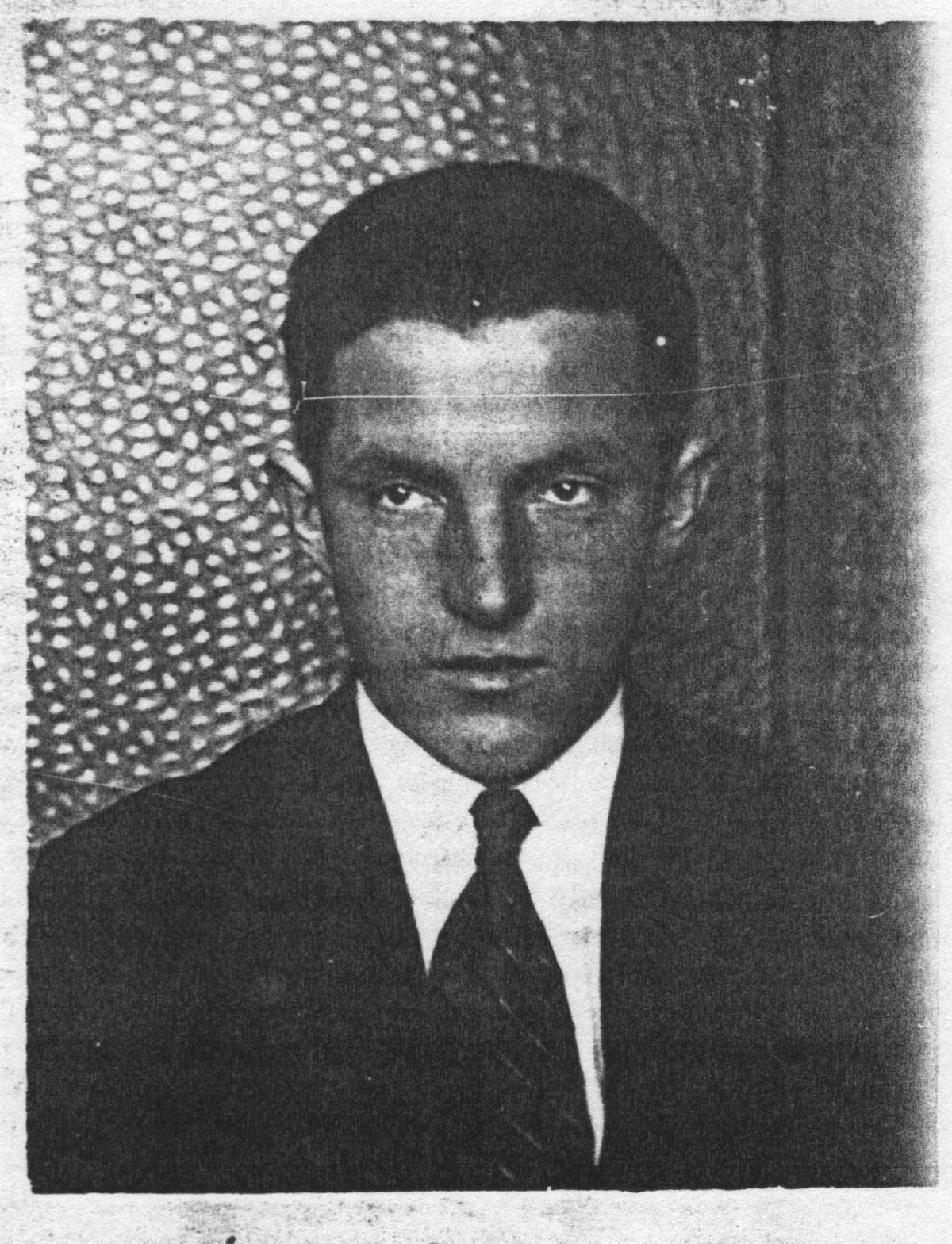
Ernest Kościński jako uczeń Państwowego Seminarium Nauczycielskiego w Działdowie

Ernest Kościński (ur. 4 maja 1914 w Narzymiu, zm. we wrześniu 1939 pod Modlinem) – polski folklorysta, poeta, nauczyciel, działacz działdowskiego Związku Mazurów.

## Życiorys
Ernst Kozcinski (zapis z aktu urodzenia) urodził się 4 maja 1914. Przodkowie Ernesta prawdopodobnie byli emigrantami z regionu Salzburga w Austrii, którzy ze względów religijnych w XVII w. osiedlili się w Prusach. Pochodził z rodziny chłopskiej. Jego rodzina od niepamiętnych czasów prowadziła gospodarstwo rolne w Narzymiu. Dziadek, po mieczu, Adolf był żonaty z Friderike Post z Narzymia. Ojciec Johann Adolf (ur. 1868 w Narzymiu) odziedziczył gospodarstwo po swoich rodzicach i 5 września 1900 zawarł związek małżeński z matką Ernesta – Wilhelmine Gottliebe Lissy (Łysy) ewangeliczką, ur. w Narzymiu, zam. Narzym, córka gospodarza Wilhelma i Anny Markowskiej z Narzymia. Ernest w 1920 rozpoczął naukę w polskiej Szkole Powszechnej III klasowej w Narzymiu. Szkołę tą ukończył 18 lipca 1927 i dalszą naukę podjął w Państwowym Seminarium Nauczycielskim w Działdowie. Podczas nauki w seminarium działał w kole krajoznawczym przy tej placówce; zajmował się badaniem folkloru mazurskiego w okolicach Działdowa. Po ukończeniu seminarium i odbyciu praktyki został w 1935 nauczycielem w Klęczkowie (powiat działdowski).
18 grudnia 1935 uczestniczył w spotkaniu w mieszkaniu Karola Małłka w Działdowie przy ulicy Lidzbarskiej; zgromadziło się wówczas 19 osób, decydując o powołaniu Związku Mazurów. Współpracował w tej organizacji z Małłkiem, Kurtem Obitzem, Hieronimem Skurpskim, Jerzym Burskim, Gustawem Leydingiem i innymi działaczami. Przygotowywał regionalne opracowania historyczne. Wydał w 1935, nakładem warszawskiego „Głosu Ewangelickiego”, dwie broszury religijne Przyjdź Królestwo Twoje... Proroctwo i przypowieści prorocze pustelnika M. Pieńkowskiego i Zaiste to był Pan! Według prawdziwych zdarzeń z czasów prześladowania chrześcijan na Dalekim Wschodzie E. Ziarko. Na łamach prasy działdowskiej ogłaszał swoje wiersze. Utwory poetyckie Kościńskiego znalazły się także w przygotowywanym do druku Kalendarzu dla Mazurów na rok 1940, który jednak nie zdążył ukazać się, zniszczony przez Niemców.
Kościński został zmobilizowany latem 1939. Poległ 4 września 1939 w kampanii wrześniowej pod Modlinem, jako podporucznik[wymaga weryfikacji?] Wojska Polskiego. Spoczywa w bezimiennej mogile na cmentarzu ewangelickim w Narzymiu.

## Odznaczenia
Uchwałą Prezydium Krajowej Rady Narodowej z dnia 29 maja 1946 „za wybitne zasługi w pracy narodowej, społecznej i kulturalno-oświatowej na Warmii i Mazurach” został pośmiertnie odznaczony Orderem Krzyża Grunwaldu III klasy.

## Upamiętnienie
Jego imię noszą ulice w Olsztynie i Sochaczewie.